# Halstenbek
Halstenbek è una città di 17 961 abitanti dello Schleswig-Holstein, in Germania.

Appartiene al circondario (Kreis) di Pinneberg (targa PI).